# هيو بارنز
هيو بارنز (بالإنجليزية: Hugh Barnes)‏ هو صحفي بريطاني، ولد في 1963.